# Odysséas Elýtis
Odysséas Elýtis (en grec moderne : Οδυσσέας Ελύτης), nom de plume d’Odysséas Alepoudhéllis (Οδυσσέας Αλεπουδέλλης), est un poète grec né le 2 novembre 1911 à Héraklion et mort le 18 mars 1996 à Athènes. Il a reçu le prix Nobel de littérature en 1979.
Il était proche des poètes surréalistes français et de peintres comme Picasso et Matisse qui ont illustré certaines de ses œuvres. Ami de René Char et d'Albert Camus dont il a partagé la pensée de midi sur le primat accordé aux sensations et au culte de l'harmonie de la nature contre tout absolutisme historique, il fut aussi en France et en Grèce l'ami de son compatriote Tériade.
Auteur du grand poème Axion esti, hymne à la Création qui exalte la lutte héroïque des Grecs en faveur de la liberté, il fut aussi critique d'art, et s'attacha à créer des collages dans lesquels s'exprime sa conception de l'unité de l'héritage grec, par la synthèse de la Grèce antique, de l'Empire byzantin et de la Grèce néo-hellénique. Ses poèmes ont été mis en musique par deux des compositeurs grecs les plus célèbres du XXe siècle, Míkis Theodorákis et Mános Hadjidákis. D'autres ont été popularisés en France par Angélique Ionatos.

## Biographie

### L'enfance
Elýtis naît le 2 novembre 1911 à Héraklion, en Crète. Il est le dernier des six enfants de Panayotis Alepoudhéllis et de Maria Vranas, tous deux originaires de l'île de Lesbos (appelée aussi Mytilène).

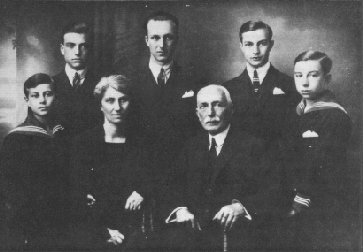
La famille Alepoudhéllis vers 1918 (Odysséas Elýtis est le plus jeune des enfants, à gauche)

 La famille Alepoudhéllis, qui possède une fabrique de savonnerie, s'installe à Athènes en 1914, et transfère le siège de son entreprise au Pirée. C'est une famille aisée, qui entretient des relations étroites avec celui qui est à cette époque le Premier Ministre grec, Elefthérios Venizélos. Le jeune Odysséas connaît une enfance heureuse et choyée ; il passe les étés en famille dans les îles, en Crète, à Mytilène, et plus souvent à Spetses : à courir pieds nus sur les rivages, au contact de la mer et du soleil, l'enfant enregistre dans sa mémoire les riches impressions sensorielles qui figureront plus tard dans sa poésie. Auprès de sa gouvernante allemande, Anna Keller, il découvre la poésie germanique, notamment celle de Novalis, et il apprend le français, langue que le poète parlera couramment toute sa vie. Un premier deuil plonge la famille dans une profonde affliction : en 1918, la sœur d'Odysséas Elýtis, Myrsini, la seule fille de la famille, meurt à vingt ans de la grippe espagnole. Dès l'âge de douze ans, il effectue des voyages à l'étranger, découvrant en compagnie de sa famille l'Italie, la Suisse, l'Allemagne et la Yougoslavie. En Suisse, à Lausanne, l'enfant est présenté à Vénizélos, venu signer en 1923 le Traité de Lausanne. Un second deuil frappe la famille lorsque le père, Panayotis Alepoudhéllis, décède en 1925.

### La formation intellectuelle et poétique (1926-1933)
Passionné par la lecture, l'adolescent dépense tout son argent pour acheter des livres et des revues. Mais la poésie ne l'attire pas : « Enfant, je m'en souviens, écrit-il, la poésie ne me disait rien. De la Littérature Néo-hellénique j'avais gardé la vague impression d'un bavardage ennuyeux sur un rythme répétitif. » Cette période de l'adolescence est d'abord celle des grands modèles littéraires découverts au fil de lectures dans lesquelles le jeune Odysséas se plonge avec une ardente curiosité. Il cherche à retrouver, dans l'expression littéraire, le souvenir de ses propres émotions : « À seize ans, je recherchais la part tout à fait personnelle de ce que j'avais emmagasiné enfant, dans les moments de fougue et de solitude, lorsque j'errais pieds nus sur le rivage des îles : le poli, le brillant, le tressaillement d'un jeune corps, l'éclat de sa nudité. ». Au printemps de 1927, à l'âge de 16 ans, le surmenage, aggravé par une adénite, le cloue au lit pendant deux mois : il dévore alors les livres de littérature aussi bien grecque qu'étrangère, et connaît son premier vrai choc poétique en découvrant le poète Constantin Cavafy. En le lisant, il éprouve, dit-il, « une secousse, quelque chose de très fort » qui l'intrigue : « J'ai été saisi d'une profonde curiosité, qui plus tard allait devenir un profond intérêt, et plus tard encore, une profonde admiration. Mais qui ne sera jamais de la séduction.» Le poète Andréas Kalvos le séduit également par le ton de sa voix et par les thèmes et les idées qu'il aborde. Poussé par l'amour de la littérature, l'adolescent hante les boutiques des libraires : il n'est pas encore en classe de terminale lorsqu'il pénètre dans l'obscure librairie Kauffmann, où il feuillette, par hasard, Noces de Pierre Jean Jouve, et les recueils de Paul Éluard, Capitale de la douleur et Défense de savoir. Il éprouve aussitôt une impression inédite, le charme surprenant d'une poésie qui, rompant avec la prosodie classique, lui ouvre les portes d'un monde inconnu, avec son évidence poétique immédiate et sa fraîcheur virginale. Rencontre fortuite mais déterminante que plus tard, Elýtis analysera comme un événement symbolique, un effet du fameux hasard objectif des surréalistes. Paul Éluard est dès lors, avec Pierre Jean Jouve, de ceux qu'il se promet de faire connaître au public grec. La découverte d'Eluard oriente la curiosité d'Elýtis vers le surréalisme, sur lequel il cherche aussitôt à s'informer. De ce mouvement, dont il connaîtra plus tard les principaux représentants français et grecs, il refuse les extravagances et l'arbitraire de l'écriture automatique, pour retenir essentiellement le sens poétique du merveilleux et, en art, la technique du collage.
Il achève ses études secondaires en 1928. Après avoir accepté, à la demande de sa famille, d'étudier la chimie, il s'oriente plutôt, en 1930, vers les études de droit, sans cesser pour autant de s'intéresser à la littérature d'avant-garde. C'est ainsi qu'il lit les œuvres de César Emmanuel, de Nikitas Randos, de Théodore Dorros, et le recueil Strophe de Georges Séféris. Quoique de valeur très inégale, ces œuvres lui font pressentir la fin d'une époque, représentée en littérature par Kóstas Karyotákis, mort en 1928, et le début d'une ère nouvelle, encore imprécise. Par réaction contre les tenants d'un passé qu'il juge révolu, Elýtis se consacre à la philosophie et au droit, d'autant plus que de nouveaux professeurs sont arrivés à l'université d'Athènes, et que leur réputation draine vers eux, avec un incontestable succès, un grand nombre d'étudiants. Il s'agit de Kostas Tsatsos, de Panayotis Kanellopoulos, et d'Ioannis Théodorakopoulos. Une quinzaine d'étudiants en droit fonde alors un groupe de réflexion baptisé « pompeusement » (dira plus tard Elýtis) « Groupe Ιdéologique et Philosophique de l'Université d'Athènes ». Étudiants et professeurs se réunissent pour lire et commenter des textes de philosophie, mais ces débats ennuient Elýtis. La rencontre du poète et philosophe Georges Sarantaris, avec lequel Elýtis se lie d'une grande amitié faite d'une profonde estime mutuelle, contribue à officialiser ses dons poétiques, tenus jusque-là secrets. Le bouillonnement des idées nouvelles en littérature et en poésie va précipiter son évolution.

### Le renouveau des années 1930
À partir de 1934, l'arrivée d'une nouvelle génération d'écrivains suscite dans la jeunesse un regain d'enthousiasme, dans un foisonnement d'idées et d'initiatives. Les jeunes gens se rallient aux idées exprimées par Georges Théotokas dans son ouvrage Esprit libre publié en 1929, et se reconnaissent dans son roman Argô. Dans l'ambiance animée et joyeuse des réunions estudiantines auxquelles participe Elýtis, on débat avec ardeur sur tous les sujets, la réforme linguistique, la littérature aussi bien que la politique de Venizélos. Dans ces milieux où se prépare le renouveau littéraire de l'hellénisme, Elýtis noue toute une série de relations qui vont bientôt jouer un rôle décisif pour fixer son destin de poète.
Il fait d'abord la connaissance, en 1934, d'Andréas Karantonis, critique littéraire ouvert aux innovations, plein de curiosité et amateur de poésie ; Karantonis devient à partir de janvier 1935 le directeur de la revue mensuelle des Lettres Nouvelles (Νέα Γράμματα) qui vient d'être créée : en accueillant dans ses colonnes les nouveaux talents et en assurant la promotion de la poésie moderne, cette revue devient le lieu d'expression des écrivains novateurs de la génération de 1930. Peu après, en février 1935, Elýtis rencontre le poète Andréas Embiríkos, l'un des représentants majeurs du surréalisme grec, formé aux études freudiennes et à la psychanalyse. C'est à son contact qu'Elýtis s'essaie aux premiers collages surréalistes en découpant des photographies dans des revues. Ensemble, ils se rendent sur l'île de Lesbos à Pâques 1935 et, en compagnie des peintres Oreste Kanellis et Takis Elefthériadès, ils songent à révéler au public l'œuvre du peintre naïf Théophilos, mort juste un an auparavant. À la fin de l'été 1935, Elýtis rencontre le critique littéraire Georges Katsimbalis, personnage truculent et poète dans l'âme, si haut en couleur qu'il servira bientôt de modèle à Henry Miller pour son Colosse de Maroussi. C'est chez Georges Katsimbalis qu'Elýtis fait aussi la connaissance de tout ce que les lettres grecques à cette époque comptent comme écrivains déjà reconnus ou novateurs. Parmi eux, les plus importants sont sans conteste Georges Séféris, qui découvre avec intérêt les poèmes d'Elýtis, et Georges Théotokas, qui devient un ami proche. Katsimbalis, à qui Elýtis a confié timidement quelques-uns de ses manuscrits, les soumet, à l'insu du poète, à la revue des Lettres Nouvelles qu'il finance. C'est ainsi qu'en novembre 1935 paraissent pour la première fois quelques-uns des poèmes d'Elýtis, sous le pseudonyme d'Odysséas Vranas. Révélé malgré lui dans sa qualité de poète, Elýtis s'insurge d'abord, puis finit par céder devant le fait accompli. Il se sent à présent soutenu par des amis influents, et songe à abandonner définitivement les études de droit.
Dès le début de 1936, la revue des Lettres Nouvelles réunit un groupe d'écrivains étroitement unis, décidés à œuvrer en faveur de l'avant-garde littéraire, dans un esprit combatif et solidaire. Ils s'enhardissent et décident même d'impressionner l'opinion publique en organisant, en mars 1936, la Première Exposition Surréaliste Internationale d'Athènes. Des œuvres de Max Ernst, Óscar Domínguez et Victor Brauner sont exposées. Elýtis y présente quelques-uns de ses collages photographiques, ainsi que sa traduction des poèmes d'Éluard. Mais, s'appuyant sur une définition lexicale étroite et réductrice du surréalisme, les journaux et plusieurs revues d'opposition ne tardent pas à donner libre cours à des critiques acerbes ; les polémiques se déchaînent contre les tenants du surréalisme, au point qu'Elýtis décide de répondre aux attaques dans un article des Lettres Nouvelles intitulé « Les dangers du demi-savoir ». Il tâche ensuite, mais en vain, de mettre fin à la polémique dans l'article « Un point c'est tout ».
Les rangs des amis d'Elýtis continuent cependant à grossir : en 1936, la nouvelle recrue des Lettres Nouvelles s'appelle Níkos Gátsos, en qui Elýtis découvre avec plaisir un grand amateur de poésie française et un bon connaisseur du surréalisme. Ils deviennent très vite amis et fonderont plus tard le premier café littéraire d'Athènes, l’Héraion : là les discussions enflammées sur La Jeune Parque, Les Chants de Maldoror ou The Waste Land de T. S. Eliot vont bon train jusqu'au milieu de la nuit. Plus tard, Níkos Engonópoulos, lui aussi grand poète francophile, s'adjoindra au groupe des amis d'Elýtis.
Mais la situation politique qui se dégrade dans toute l'Europe ne tarde pas à entraîner chacun dans la tourmente.

### Le sous-lieutenant (1937-1941)
Le 4 août 1936, le général Métaxas instaure en Grèce une dictature. En Italie, Mussolini se range aux côtés d'Hitler. Les amis d'Elýtis se dispersent. Katsimbalis part à Paris. Séféris, nommé Consul de Grèce, se morfond en exil à Koritsa (Albanie). Quant à Elýtis, il entre, en janvier 1937, à l'École des Officiers de Réserve de Corfou. Il en sort huit mois plus tard, avec ses galons d'officier, rattaché au 1er Régiment d'Infanterie. À Athènes, seuls demeurent Nikos Gatsos et Karantonis pour assurer la parution des Lettres Nouvelles. Rares consolations dans l'isolement où se trouve Elýtis : la correspondance avec Séféris et Nikos Gatsos, une rencontre avec Lawrence Durrell et son épouse, à Paliokastritsa, et toujours la poésie.
De retour à Athènes en septembre 1937, il reprend ses activités littéraires : pour défendre le Surréalisme, il fait paraître une Lettre ouverte à Georges Théotokas. La revue des Lettres Nouvelles publie des traductions d'Apollinaire, Supervielle, Michaux, Pierre Jean Jouve et Lautréamont. Il ébauche la première esquisse d'un important essai sur la poésie d'Andreas Calvos, et s'intéresse à l'influence du Surréalisme sur la peinture grecque.

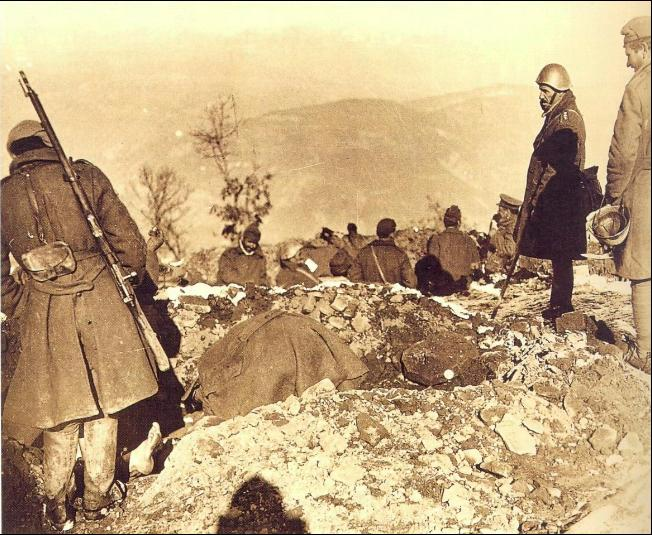
Construction de tranchées par des soldats grecs dans la région d'Eleas-Kalama peu avant l'attaque italienne.

Au matin du 28 octobre 1940, les troupes de Mussolini envahissent la Grèce par la frontière avec l'Albanie. C'est la mobilisation générale : Elýtis est rattaché, avec le grade de sous-lieutenant, à l'état-major du 1er Corps d'Armée, puis incorporé au 24e Régiment d'Infanterie. Il est transféré sur la zone des combats le 13 décembre 1940, au moment où un froid sibérien s'abat sur l'ensemble du front albanais. Sous le feu des batteries d'artillerie italiennes qui pilonnent les lignes grecques, Elýtis reste cloué au sol pendant deux heures, blessé au dos par des éclats d'obus. Puis, dans les conditions d'hygiène déplorables qui prévalent dans cette guerre, il est victime d'un cas sévère de typhus. Évacué sur l'hôpital de Ioannina le 26 février 1941, il lutte pendant plus d'un mois contre la mort ; il a témoigné lui-même de cet épisode dramatique : « Faute d'antibiotiques à cette époque, la seule chance de salut contre le typhus résidait dans la résistance de l'organisme. Il fallait patienter, immobile, avec de la glace sur le ventre et quelques cuillerées de lait ou de jus d'orange pour toute nourriture, pendant les jours interminables où durait une fièvre de 40° qui ne baissait pas. » Après une phase d'inconscience et de délire, où les médecins l'ont cru perdu, Elýtis se rétablit.

### Dans l'avant-garde littéraire (1941-1944)

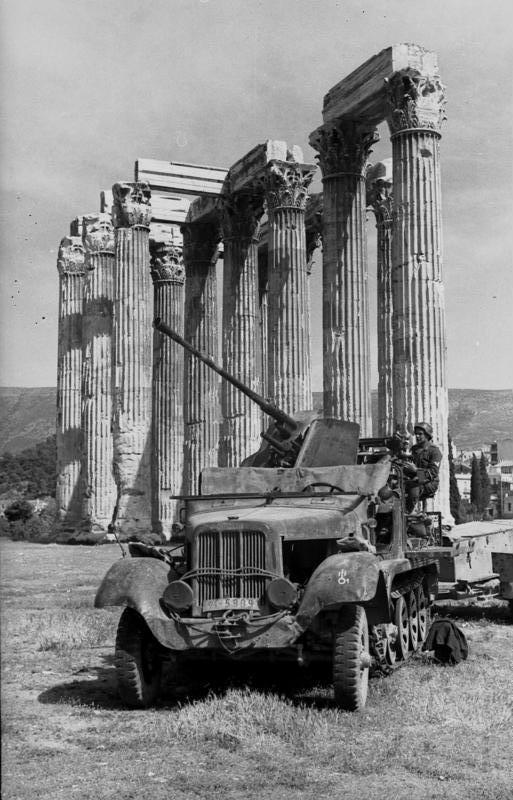
L'occupation allemande en Grèce (Mai 1941).

À partir d'avril 1941, la Grèce, occupée par les Allemands, les Italiens et les Bulgares, sombre dans la guerre et la famine ; les pelotons d'exécution et les déportations achèvent de ravager la population. Intellectuels et poètes ont à cœur de résister avec les armes de l'esprit. Elýtis, poursuivant sa convalescence, participe à de nombreuses réunions, clandestines ou publiques, visant à exalter dans le peuple les valeurs helléniques. Il assure également la promotion de l'avant-garde littéraire.
C'est ainsi qu'à l'initiative du professeur Constantin Tsatsos et de Georges Katsimbalis est fondé, au début de 1942, le Cercle Palamas. Ce mouvement réunit des professeurs d'Université et des hommes de lettres, parmi lesquels Elýtis, tout juste âgé de trente ans, est le plus jeune. Il donne là une lecture publique de son essai sur La véritable figure d'Andréas Kalvos et son audace lyrique. Ce poète, que la jeunesse découvre et lit avec passion, fait l'objet de débats à l'Université d'Athènes. Andréas Karantonis, Nikos Gatsos et Elýtis y participent au milieu d'une foule d'étudiants qui ont envahi l'amphithéâtre, les couloirs et les escaliers : le public, dont l'orgueil national est blessé par l'Occupation, a soif de Grécité.
En 1943, les réunions clandestines, en petit comité chez des amis, connaissent aussi un grand succès : derrière les fenêtres fermées aux vitres occultées par du papier, une jeunesse privée de tout vibre à la voix grave de Katsimbalis lisant les vers de Kostís Palamás. C'est dans ces instants qu'elle éprouve le plus intensément la fierté de l'hellénisme. Le même sentiment s'exprime à la mort de ce grand poète : il reçoit des funérailles nationales le 28 février 1943, auxquelles Elýtis assiste au milieu de la foule ; sur sa tombe, Ángelos Sikelianós déclame un poème en hommage au défunt, puis tous les participants entonnent l'hymne national grec, transformant ainsi les funérailles en une manifestation d'hostilité à l'occupant allemand.
En ces temps de malheur, la poésie n'est pas un jeu futile, mais le dernier refuge de l'espérance. Face à l'occupant allemand, les vers de Friedrich Hölderlin sur la Grèce prennent une résonance particulière dans l'esprit d'Elýtis, tandis qu'Eluard et Aragon offrent un exemple encourageant de Résistance qui dépasse les frontières. Elýtis découvre à cette époque la poésie de Federico García Lorca, auquel il consacre, l'année suivante, un article. Il compose aussi de nouveaux poèmes : dans la nuit de l'Occupation, Soleil Premier, publié en 1943, adopte un titre symbolique, et est suivi de Variations sur un rayon. En 1944, il publie le Chant héroïque et funèbre pour un sous-lieutenant tombé en Albanie. Ce long poème de près de 300 vers, inspiré par son expérience personnelle des combats durant la guerre italo-grecque, soulève dans le public l'enthousiasme réservé aux grands poètes nationaux. En 1946, sept poèmes inspirés par l'Occupation sont réunis sous le titre La Grâce dans les voies du loup, mais ils passent presque inaperçus.
À Athènes, le café Loumidis est devenu le lieu de rendez-vous de la jeunesse et le centre du marché noir. C'est là, au cours d'une réunion entre amis, qu'Elýtis fait la connaissance du compositeur Mános Hadjidákis : la musique va désormais nouer avec la poésie grecque une alliance féconde.
Les soirées littéraires sont nombreuses, mais les plus célèbres se tiennent au domicile d'Andréas Embiríkos : tous les jeudis soir, les poètes y donnent des lectures publiques de leurs dernières créations, interrompues parfois par le hurlement des sirènes sonnant l'alarme, ou par le bruit des batteries anti-aériennes ; le succès de ces soirées ne se dément pas pendant toute la durée de l'Occupation.
La poésie moderne continue cependant d'être attaquée, et pour la défendre, Elýtis doit se faire le théoricien de l'avant-garde littéraire dans la revue des Lettres Nouvelles. Il publie d'abord l'essai Art, Chance, Audace consacré au Surréalisme et à l'année 1935. Ces trois mots deviennent aussitôt le signe de ralliement de la jeunesse. Il entame ensuite un débat philosophique avec le professeur Tsatsos sur le sens et les associations d'idées dans la poésie nouvelle. Puis, à partir de Noël 1943, et tout au long de l'année 1944, en collaboration avec la revue des Nouvelles Artistiques, il organise auprès des poètes et des critiques, une grande enquête, suivie d'un large débat sur les problèmes posés par l'art et la poésie modernes. Elýtis publie à cette occasion une série d'essais qui dressent un état général de la question, mais mettent aussi un terme au mouvement littéraire commencé en 1935 avec le Surréalisme. En témoigne le titre significatif du dernier de ses articles, Bilan et nouveau départ, où il résume, en 1945, les conclusions à tirer de cette enquête. Un chapitre se clôt : dix ans de combats en faveur de l'avant-garde littéraire prennent ainsi fin ; parallèlement, la revue des Lettres Nouvelles, qui fut l'organe de ce combat, disparaît, en proie aux difficultés, après les troubles politiques suscités par les événements de décembre 1944. C'est vraiment toute une époque qui s'achève.

### La crise intellectuelle (1945-1951)
Après les bouleversements opérés dans la sensibilité par la révolution surréaliste et par la guerre, Elýtis comprend qu'il est temps, pour la poésie lyrique, d'entrer dans une phase classique. Il constate d'ailleurs que cette évolution a déjà eu lieu en France avec Saint-John Perse et René Char, en Angleterre avec Dylan Thomas, et au Mexique avec Octavio Paz. La période qui s'ouvre pour Elýtis est donc celle d'une quête inlassable pour ouvrir à la poésie de nouveaux chemins de création.
Au lendemain de la guerre, dans un pays en ruines, les intellectuels grecs considèrent qu'il est de leur devoir d'œuvrer en faveur du peuple. En 1945, Elýtis accepte donc, avec le soutien de Georges Séféris, d'assumer la direction des programmes à la Radiodiffusion nationale, nouvellement créée. Parallèlement, il se propose de tenir une rubrique régulière dans le journal Liberté, afin d'éclairer l'opinion publique sur les problèmes brûlants du pays. Mais constatant son échec, il met un terme à cette activité au bout de quelques semaines, et donne également sa démission du poste de Directeur de la Radio, en juillet 1946.
La guerre civile qui éclate en Grèce en 1946, sévit jusqu'en 1949, et le pays sombre dans une affreuse misère. Elýtis cesse d'écrire, mais éprouve le besoin d'agir. Son amour de la peinture l'incite à tenir une rubrique de critique d'art dans le journal Le Quotidien. Mais il est mal accepté par les artistes, et lui-même est déçu par les expositions de peinture de cette époque, qu'il juge trop médiocres. Il conserve cependant cette rubrique jusqu'en février 1948. Il prend alors la décision importante de quitter la Grèce, totalement ravagée par une guerre civile meurtrière. Il arrive en Suisse au début de février 1948, et s'installe presque aussitôt après à Paris.
Venir en France, qu'Elýtis considère comme le berceau de la culture et sa seconde patrie, c'est se rapprocher des sources de la poésie moderne. Réduit au silence depuis 1945, il cherche par tous les moyens à découvrir une nouvelle poétique. Il parcourt les librairies de Saint-Germain-des-Prés, fréquente les cafés des « Deux Magots » et de « Mabillon », visite les ateliers de ses amis, peintres et poètes. Il suit également en auditeur libre des cours de philosophie à la Sorbonne. Surtout, il rencontre tous les plus grands poètes de cette époque, à commencer par les Surréalistes : auprès de Tristan Tzara, Benjamin Péret, Philippe Soupault, André Breton et Paul Éluard, il engage de longues discussions sur la situation de la poésie. Mais celle-ci a bien changé : c'est maintenant Jacques Prévert qui est à la mode, au grand désespoir de Pierre Reverdy et de Pierre Jean Jouve. Au domicile de Paul Éluard, Elýtis constate que ce dernier a enrôlé sa poésie sous la bannière du Parti communiste français, qui le sollicite directement par téléphone. Cette poésie engagée au service d'un parti politique met André Breton en fureur : c'est à ses yeux une trahison des buts du Surréalisme. Quant à Breton lui-même, Elýtis considère qu'il ne s'est pas adapté au nouveau contexte littéraire, ce qui le met dans une impasse. La poésie française, en déclin, n'offre donc aucune perspective à sa quête de renouveau. Déçu de ne rien retirer de ces contacts, il avoue : « J'ai littéralement mijoté dans mon jus pendant trois ans et demi tout entiers ».
La mode est en effet à l'existentialisme et à la philosophie de l'absurde. Elýtis voit de pseudo-intellectuels flâner dans Saint-Germain-des-Prés avec un snobisme frivole qui l'indispose profondément. Rien, décidément, dans le Paris de 1948, ne parvient à le retenir. Il s'enferme dans sa chambre, pour échapper à un climat général qui lui est totalement étranger, et il lit le Phédon de Platon : « Je traversais en plein une crise, écrit-il, dont les premiers symptômes étaient apparus quatre ans plus tôt vers la fin de l'Occupation, lorsque le Grec s'éveillait en moi. » Il pressent alors que la langue grecque correspond à une morale et à une manière de sentir qui, de Platon à Solomos se sont perpétuées, sans obstacle et sans altération.
Cet esprit grec, tout à l'opposé de l'existentialisme sartrien, deux écrivains français l'admirent profondément : c'est René Char, qui à cette époque a déjà composé son Hymne à voix basse en faveur des insurgés grecs, et Albert Camus, qui a fait de la Grèce la patrie de son âme et le symbole le plus pur de la « pensée de midi ». Tous deux manifestent à Elýtis leur fraternelle amitié et leur compréhension. Ils lui proposent de rédiger un article pour la revue Empédocle, fondée en avril 1949, dans laquelle ils mènent ensemble le combat en faveur d'un humanisme grec, baigné par la lumière de la nature méditerranéenne. L'article d'Elýtis, qui devait s'intituler Pour un lyrisme d'inventions architecturales et de métaphysique solaire, n'a jamais été achevé, mais l’idée d’accorder dans sa poésie une place centrale à la lumière et au soleil est désormais acquise ; la réflexion théorique d'Elýtis sur ce que doit être la structure d'un poème commence aussi à faire son chemin. Cette réflexion se développe en direction de l'art et de la peinture, complémentaires de la poésie selon Elýtis.
Car il fait à cette époque la connaissance de deux éditeurs d'art, Christian Zervos, qui publie les Cahiers d'Art, et Tériade, son compatriote de Mytilène, qui édite la revue Verve. Au même moment il est élu membre de l'Association Internationale des Critiques d'Art, et en 1949 il participe à leur première Conférence internationale qui se tient à Paris. Durant l'été, il séjourne dans la propriété de Tériade, la célèbre villa Natacha à Saint-Jean-Cap-Ferrat, et grâce à lui, se lie d'amitié avec les plus grands peintres, entre autres Picasso, Léger, Matisse, Giacometti et Chagall. Impressionné par le peintre espagnol, il écrit une Ode à Picasso. En 1950, son intérêt pour l'art s'approfondit lors d'un voyage en Espagne où il visite les grands centres culturels. À Malaga, il rencontre les parents de Picasso, et l'été venu, retrouve la Côte d'Azur. De décembre 1950 à mai 1951, il séjourne en Angleterre, accordant des entretiens à la B.B.C. et visitant les universités d'Oxford et de Cambridge. Il effectue ensuite un court séjour en Italie où il visite Venise, Ravenne, Florence, Pise et Rome, et où il fait la connaissance du peintre Giorgio De Chirico. Ces voyages et ces rencontres, ainsi que la participation à un séminaire à l'abbaye de Royaumont, orientent la réflexion théorique d'Elýtis vers une multitude de sujets, entre autres l'Orient et l'Occident, la mission de la poésie moderne et le problème de la forme : « Mes tiroirs, mes étagères, mes valises débordaient des notes que j'avais prises », écrit-il. De tout ce « ramassis » de notes, il songe à faire un essai, sous le titre Sept Lettres de Royaumont, dont la rédaction est achevée durant l'été 1951. Mais il n'a pas composé un seul poème. C'est Picasso, par son exemple, qui va le ramener à la poésie et le tirer, selon ses propres termes, de « tout cet embrouillement d'idées. »
Elýtis passe en effet l'été 1951 dans la villa Natacha à Saint-Jean-Cap-Ferrat, et a ainsi l'occasion de vivre quelques jours dans l'intimité familiale de Picasso à Vallauris. Il découvre un véritable méditerranéen qui pratique, dans la simplicité et la joie de vivre, le culte du soleil et de l'amour. Il voit un homme qui vit torse nu et en short, qui marche à quatre pattes pour amuser sa petite fille, Paloma, et qui va se baigner à Golfe-Juan. La sensualité qui prédomine dans l'œuvre et l'art de vivre de Picasso font écho au dialogue qu'Elýtis entretient au même moment avec Matisse : ce dernier achève la décoration de la Chapelle du Rosaire de Vence, et se montre très soucieux d'y faire pénétrer la lumière du soleil. Loin de l'existentialisme, du nihilisme et des philosophies du désespoir dans lesquels se morfond l'Europe, c'est décidément aux impressions sensorielles et à la vie elle-même qu'il faut revenir. Galvanisé par l'exemple vivifiant de Picasso, il quitte Vallauris, et de retour à la villa Natacha, il rédige d'un seul jet l'article Équivalences chez Picasso. L'issue à la crise, dans laquelle Elýtis a été plongé durant quatre ans, est enfin trouvée. Quelques jours plus tard, il s'embarque à Marseille pour rentrer en Grèce, après avoir jeté à la poubelle toutes ses notes manuscrites.

### Le théâtre et la poésie (1951-1960)
De retour en Grèce en septembre 1951, Elýtis devient membre d'un jury littéraire, le « Groupe des Douze », qui décerne chaque année un prix à un écrivain. L'essentiel de son temps est désormais consacré à la poésie et au théâtre. Pendant quelque temps, il retrouve les fonctions de Directeur des programmes à la Radiodiffusion Nationale, mais il referme rapidement cette parenthèse, en démissionnant de ce poste en mai 1954.
Il s'installe dans le quartier de Kifissia, à Athènes, et travaille pour le théâtre : il devient membre du Conseil d'administration du Théâtre d'Art, fondé par le metteur en scène grec Karolos Koun, auquel il consacre un article, en 1959, pour fêter ses vingt-cinq ans de théâtre. Pour Karolos Koun, il traduit Le cercle de craie caucasien de Bertolt Brecht. Il traduit aussi Ondine de Jean Giraudoux, pièce représentée en 1956 au Théâtre National d'Athènes. Il préside également le Conseil d'Administration du Ballet-Théâtre.
Parallèlement, il poursuit la rédaction de deux importants poèmes : Six plus un remords pour le ciel, achevé dans sa seconde version en 1958, et surtout Axion Esti, monument poétique qui l'occupe depuis plus de sept ans. Des extraits d'Axion Esti sont d'abord publiés dans la Revue d'Art, mais l'accueil des critiques est défavorable, et Elýtis en est profondément déçu. Achevé en décembre 1959, le poème est publié en 1960, et marque le début de la gloire d'Elýtis : à présent l'opinion a évolué, d'importants critiques littéraires manifestent un intérêt grandissant pour son œuvre et multiplient les études à son sujet. Axion Esti est couronné la même année par le Grand Prix National de Poésie. La vie privée du poète est cependant marquée par deux deuils qui l'affectent douloureusement : après une grave maladie, son frère Constantin meurt le 15 juillet 1960, et sa mère décède le 19 septembre de la même année.

### La notoriété internationale (1961-1978)
La renommée d'Elýtis connaît durant cette période un retentissement international qui se traduit par des invitations à effectuer des visites à l'étranger, par des distinctions honorifiques, et par le succès de son œuvre. En même temps, les traductions de cette œuvre se multiplient à travers le monde, tandis que se développe la fécondité de la veine artistique et littéraire du poète.

#### Voyages à l'étranger
Le premier de ces déplacements à l'étranger le conduit aux États-Unis à l'invitation du département d'État américain. Il y séjourne de fin mars à juin 1961, visitant New York (où il retrouve le poète Nikitas Randos qui y a émigré), mais aussi Washington, La Nouvelle-Orléans, Los Angeles, San Francisco, Chicago et Boston.
L'année suivante, en mai 1962, il participe aux « Rencontres internationales de la Culture » à Rome. Et en décembre, c'est le gouvernement soviétique qui l'invite, en même temps qu'Andréas Embiríkos et Georges Théotokas. Tous trois visitent Odessa, Moscou (où Elýtis accorde une interview), et Léningrad.
En 1965, à l'invitation de l'« Union des Écrivains bulgares », il visite Sofia en compagnie de Georges Théotokas et raconte ainsi la scène : « On nous fait monter sur une estrade en bois. À côté de nous, sur une plus grande estrade, le conseil des ministres au grand complet, et à sa droite, à un rang analogue au nôtre, le corps diplomatique, à ce qu'on me dit. Partout des drapeaux, des inscriptions, des fleurs [...] Nous applaudissons continuellement ou nous agitons les mains, pour saluer et manifester notre participation à cette fête merveilleusement pacifique. »
En 1966, il effectue un voyage privé en France, s'arrêtant à Paris puis visitant le Midi. En février 1967, il se rend en Égypte où il visite Alexandrie, Louxor, Le Caire et Assouan. Peu après son retour en Grèce, le coup d'État militaire du 21 avril 1967 amène au pouvoir la « junte des Colonels ». Elýtis se tient alors à l'écart de la vie publique, se consacrant à un travail de traduction et de peinture. Il décide finalement de s'exiler, le 3 mai 1969, pour s'installer à Paris, au 7, rue de l'Éperon. Il anime des séminaires de philologie et de littérature à la Sorbonne.
À la fin du printemps 1970, il effectue un séjour de quatre mois à Chypre, où il rencontre Monseigneur Makarios III.

#### Étés en Grèce
Ces nombreux voyages à l'étranger n'éloignent pas Elýtis très longtemps de la Grèce, et surtout de la mer Égée, car fidèle à son habitude, il se réserve la période estivale, et chaque année, il passe l'été dans une île grecque différente, revenant souvent à Spetses, Andros, Sérifos ou Rhodes. À Mytilène, il se rend plusieurs fois pour mener à bien le projet conçu en commun avec Tériade d'édifier un musée consacré au peintre Théophilos. L'idée est née en juillet 1961, lorsqu'Elýtis découvre l'exposition consacrée à ce peintre qui se tient au Louvre. Il se rend aussitôt après à Mytilène pour y chercher, à la demande de Tériade, un terrain à vendre. Il y revient durant l'été 1962, en compagnie de Tériade, et ensemble, ils arpentent les collines de l'île à la recherche de l'emplacement idéal pour le futur musée. Les étés suivants, avec l'aide du peintre Yannis Tsarouchis et de l'architecte Yannoullellis, Elýtis et Tériade choisissent les matériaux, et étudient la question du volume des salles et de leur luminosité. À la fin des travaux, en juillet 1965, les deux amis organisent une courte cérémonie religieuse dans la chapelle voisine.

#### Distinctions et succès
Si les pays étrangers s'intéressent à Elýtis durant cette période, la Grèce le met aussi à l'honneur : en 1965, le roi Constantin II l'élève au rang de Commandeur dans l'Ordre du Phénix. Sous la dictature des colonels, en 1971, le Grand Prix de Littérature lui est attribué mais Elýtis le refuse. En 1975, il devient citoyen d'honneur de l'île de Mytilène, et la même année, il est fait docteur honoris causa de l'Université de Thessalonique. Le succès populaire se confirme aussi : la collaboration entre Elýtis et le compositeur Mikis Théodorakis aboutit à l'oratorio Axion Esti, présenté au cinéma Rex à Athènes le 19 octobre 1964. C'est un immense succès. L'oratorio est interprété de nouveau en 1976 à l'Odéon d'Hérode Atticus puis au Théâtre du Lycabette. Désormais, l'œuvre poétique d'Elýtis peut courir sur les lèvres du grand public : elle est portée par la voix des chanteurs les plus populaires, et interprétée par les comédiens du Théâtre National dans différents montages de poèmes.

#### Une veine artistique féconde
Sans attendre la chute du régime des Colonels, Elýtis met fin à son exil volontaire en France ; il rentre en Grèce le 6 juillet 1971. À partir de cette date, sa production littéraire et artistique connaît une floraison exceptionnelle dans tous les domaines. En 1971 paraissent deux importants recueils de poèmes : Le Monogramme et L'arbre de lumière et la quatorzième Beauté suivis en 1972 par le recueil de chansons Les R d'Éros ; il publie aussi plusieurs grands poèmes : Mort et Résurrection de Constantin Paléologue (1971), Soleil Soléiculteur (1972), Villa Natacha (1973), Le Phyllomancien (1973) et Marie des Brumes (1978). Son œuvre en prose s'accroît aussi avec la publication de l'important recueil d'essais Cartes sur table en 1974, et la rédaction de nombreux articles d'importance majeure, entre autres La magie de Papadiamantis (1975), Romanos le Mélode (1975) et Rapport à Andréas Embirikos (1977). Il produit nombre de gouaches et de collages, accorde de nombreux entretiens dans divers journaux et fait paraître plusieurs éditions d'art à tirage limité auxquelles collaborent Picasso, le sculpteur Koulentianos ou le graveur Dimitris. Il revient en 1976 sur ses traductions de plusieurs poètes français, ainsi que de Giuseppe Ungaretti, de Federico Garcia Lorca et de Maïakovski. Cette activité débordante ne l'empêche pas d'assumer aussi les fonctions de Président du Conseil d'Administration de la Radio et Télévision grecques, de 1974 à 1977, et de siéger comme membre au Conseil d'Administration du Théâtre National.

### La gloire du prix Nobel (1979-1987)
Le 18 octobre 1979, le prix Nobel de littérature est attribué à Elýtis, avec la mention suivante : « Pour sa poésie qui, sur le fond de la tradition grecque, dépeint avec une force sensuelle et une clarté intellectuelle, le combat de l'homme moderne pour la liberté et la créativité. » Le 8 décembre 1979, le nouveau lauréat prononce en français son discours de réception du prix Nobel ; il reçoit des mains du roi Charles XVI Gustave de Suède la médaille et le diplôme Nobel, qui sont légués, en 1980, au Musée Benaki à Athènes. Le 10 décembre suivant, au cours du Banquet Nobel, il prononce une allocution de remerciement, comparant « le voyage d'Ulysse dont il lui a été donné de porter le nom » à sa propre aventure poétique : « En me consacrant, à mon tour, pendant plus de quarante ans, à la poésie, je n'ai rien fait d'autre. Je parcours des mers fabuleuses, je m'instruis en diverses haltes ».
Les honneurs à son égard se multiplient ensuite dans toute l'Europe. En Grèce, il est reçu par le Président de la République hellénique, Constantin Caramanlis, et le Parlement grec, siégeant dans une séance extraordinaire, lui rend un hommage solennel. En France, en 1980, il est fait docteur honoris causa de l'Université de Paris[Laquelle ?] ; il prononce à cette occasion une allocution dans le grand amphithéâtre de la Sorbonne, évoquant son parcours de poète : « Les ressources indispensables pour ne pas me perdre en route dans la grande aventure de la poésie, je les ai acquises en me mettant, dès mon enfance, à l'école de la poésie française. Et je m'empresse d'ajouter : la meilleure école qui soit [...] Le dialogue, les courants, les questions, les écoles littéraires, le renfort des théories, tout s'est développé dans cette ville, qui conserve à juste titre la prééminence intellectuelle en Europe ». La même année, il se rend en Espagne à l'invitation du Premier Ministre, Adolfo Suárez, et il est reçu à l'Académie Royale de Madrid. En Angleterre, il est fait docteur honoris causa de l'Université de Londres, en 1981, et la médaille d'argent Benson lui est décernée par la Société Royale de Littérature. En Italie, un hommage solennel lui est rendu par l'Université de Rome : il prononce une importante allocution, envisageant l'avenir de l'Union Européenne comme la nécessaire synthèse de son triple héritage historique : « Nous savons que l'idéal européen ne pourra pas se réaliser s'il ne prend pas appui, clairement, sur son socle spirituel, sur les bases des civilisations grecque et romaine, c'est-à-dire la Démocratie et le Droit, à quoi il faut ajouter l'esprit apporté par le christianisme ».
Simultanément, il poursuit son exploration d'une poésie sans frontières : des origines de la poésie lyrique dans l'Antiquité grecque, en passant par l'époque hellénistique, les débuts du christianisme et les lettrés byzantins, Elýtis embrasse de son regard le vaste champ de la poésie grecque dont il se plaît à effacer les limites temporelles. Après Trois poèmes sous pavillon de fortune parus en 1982, il publie Journal d'un invisible Avril, en 1985, tout en travaillant à une recomposition en grec moderne des fragments de Sappho, en qui il reconnaît une contemporaine. En 1986, il traduit en grec moderne l'Apocalypse de saint Jean et la même année fait paraître Le petit marinier. L'année suivante il traduit en grec moderne les épigrammes de Krinagoras, poète né à Mytilène au Ier siècle av. J.-C. qui vécut à la cour d'Auguste et d'Octavie à Rome.

### La solitude et la fin (1988-1996)
Les dernières années de la vie d'Elýtis sont marquées par un retrait progressif de la vie publique, dû à la maladie : il souffre depuis plusieurs années d'anémie hémolytique et d'infections pulmonaires qui l'obligent à de fréquentes hospitalisations. Ainsi, en 1988, il doit renoncer à se rendre à Paris pour l'inauguration d'une exposition qui lui est consacrée au Centre Georges Pompidou.
Il reste néanmoins entouré par ses plus proches amis, et par la compagne des treize dernières années de sa vie, la poétesse Ioulita Iliopoulou. Et il ne cesse pas d'écrire : en 1990, la prose poétique de Voie Privée s'accompagne de 81 gouaches, aquarelles et dessins. En 1991, paraît le poème Dit de Juillet avec des photographies de la jeunesse d'Elýtis. Les essais et discours des années 1972 à 1992 sont publiés dans l'important recueil Blanc-seing. En 1993, dans une lettre rendue publique, il apporte son soutien à Antónis Samarás qui vient de créer un nouveau parti politique, le Printemps politique. L'œuvre du crépuscule de sa vie, toute de méditation et de contemplation devant la nature, laisse s'exhaler, malgré lui, un parfum de tristesse dont témoignent les titres des derniers recueils : Les Élégies d'Oxopétra, À l'ouest du chagrin, et Le jardin des illusions, publiés en 1995.
Celui qui s'était attaché à « habiter poétiquement ce monde », selon le vœu de Hölderlin, souhaitant, avant de mourir, que « [son] départ soit entouré d'un profond silence chrétien », s'éteint à son domicile d'Athènes, victime d'un arrêt cardiaque, le 18 mars 1996.

## Œuvres en français
- Equivalences chez Picasso, revue Verve, Vol. VII, 1951, n°25-26
- Orientations, traduction François-Bernard Mâche, Revue Argile n°VIII, 1975
- Six plus un remords pour le ciel, traduction François-Bernard Mâche, Fata Morgana, 1977
- Les clepsydres de l’inconnu, éditions Fata Morgana, 1980
- Marie des Brumes, Traduction Xavier Bordes et Robert Longueville, F.Maspero, 1982  (ISBN 2-7071-1334-4)
- Le monogramme, Traduction Natalie Depraz éditions Fata Morgana, 1997
- Le monogramme, Traduction de Xavier Bordes et Robert Longueville (Revue NRF Gallimard)
- Belle et étrange patrie, Calligraphie de Lalou, Orange. Grandir 1998
- Pierre Reverdy entre la Grèce et Solesmes, traduction Georges Spyridaki, Fata Morgana, 1998  (ISBN 2-85194-462-2)
- Temps enchaîné et Temps délié, Traduction Malamati Soufarapis, l'Échoppe, 2000  (ISBN 2-84068-125-0)
- Autoportraits, éditions Fata Morgana, 2002,  (ISBN 2-85194-574-2)
- Axion Esti, suivi de L'Arbre lucide et la quatorzième beauté, et de Journal d'un invisible avril, traduction de Xavier Bordes et Robert Longueville, Poésie/Gallimard 2003 (ISBN 2-07-071796-8).
- Voie privée, Traduction Malamati Soufarapis avec trois temperas de l'auteur, l'Échoppe, Paris, 2003 (ISBN 2-84068-141-2)
- Vingt-quatre heures pour toujours, Traduction Malamati Soufarapis, l'Échoppe, 2004  (ISBN 2-84068-157-9)
- Les Stèles du Céramique, Traduction Malamati Soufarapis, l'Échoppe, 2005  (ISBN 2-84068-167-6)
- Le petit navigateur, Traduction par Malamati Soufarapis de trois séquences seulement du poème, l'Echoppe, 2006  (ISBN 2-84068-184-6)
- En avant lente, Traduction Malamati Soufarapis, l'Échoppe, 2008  (ISBN 978-2-84068-200-4)
- Les Élégies d'Oxopetra, traduction de Constantin Kaïtéris, encres et collages de Christos Santamouris, Voix d'encre, 2016  (ISBN 978-2-35128-122-2)

## Essais et adaptations en grec
- (grk) Odysséas Elýtis (Οδυσσέας Ελύτης), Εν Λευκώ [« Blanc-seing »], Ίκαρος,‎ 1999, 5e éd. (ISBN 960-7233-26-3)
- (grk) Odysséas Elýtis (Οδυσσέας Ελύτης), Ανοιχτά Χαρτιά [« Cartes sur Table »], Ίκαρος,‎ 2004, 6e éd. (ISBN 960-7233-97-2)
- Adaptation-recomposition en grec moderne des fragments de Sappho de Mytilène.
- (grk) Odysséas Elýtis (Οδυσσέας Ελύτης), Αυτοπροσωπογραφία σε λόγο προφορικό, Αθήνα, Ύψιλον βιβλία,‎ 2000 (ISBN 960-7949-82-X)